# 1984 (For the Love of Big Brother)
1984 (For the Love of Big Brother) – album brytyjskiego duetu Eurythmics, wydany w 1984 roku.

## Ogólne informacje
Album ten jest ścieżką dźwiękową do filmu 1984, opartego na powieści George’a Orwella pod tym samym tytułem. Zawiera w dużej części utwory instrumentalne lub kompozycje podkreślone jedynie wokalizą Annie Lennox. Dave Stewart określił muzykę z albumu jako połączenie brzmienia Kraftwerk, afrykańskich plemion i Booker T. and the M.G.’s. Przy nagrywaniu tej płyty pracowali tylko Annie i David, nie towarzyszyli im żadni inni muzycy. Całość ma bardzo ponury, mroczny wydźwięk.
Do stworzenia soundtracku zespół skłoniła wytwórnia Virgin Records, bez zgody twórcy filmu, Michaela Radforda. Reżyserowi nie spodobał się materiał nagrany przez Eurythmics i odrzucił część utworów zespołu. Później publicznie skrytykował pomysł nagrania ścieżki dźwiękowej przez Eurythmics bez jego wiedzy. Zespół z kolei opublikował oficjalne oświadczenie, w którym zadeklarował, iż nie zgodziłby się na nagranie muzyki do filmu, gdyby wiedział, że nie ma na to zgody reżysera.
Płyta 1984 nie spotkała się z dobrym przyjęciem zarówno przez publiczność, jak i krytyków. Z albumu pochodzą dwa single: taneczne „Sexcrime (Nineteen Eighty-Four)” i ballada „Julia”. Pierwszy z nich stał się przebojem i dotarł w Wielkiej Brytanii do pierwszej dziesiątki.

## Lista utworów
1. „I Did It Just the Same” – 3:29
2. „Sexcrime (Nineteen Eighty-Four)” – 3:59
3. „For the Love of Big Brother” – 5:06
4. „Winston’s Diary” – 1:22
5. „Greetings From a Dead Man” – 6:14
6. „Julia” – 6:40
7. „Doubleplusgood” – 4:41
8. „Ministry of Love” – 3:48
9. „Room 101” – 3:50

## Twórcy
- Annie Lennox: śpiew, keyboard, syntezator, perkusja
- David A. Stewart: wokal wspierający, gitara, gitara basowa, keyboard, syntezator, bębny, sekwencer

## Single
- 1984: „Sexcrime (Nineteen Eighty-Four)”
- 1985: „Julia”

## Pozycje na listach
| Kraj              | Pozycja |
| ----------------- | ------- |
| Wielka Brytania   | 23      |
| Stany Zjednoczone | 93      |
| Niemcy            | 23      |
| Szwajcaria        | 18      |
| Szwecja           | 6       |
| Australia         | 22      |
| Nowa Zelandia     | 21      |

## Certyfikaty i sprzedaż
| Kraj                  | Certyfikat  | Sprzedaż |
| --------------------- | ----------- | -------- |
| Kanada (MC)           | złota płyta | 50 000+  |
| Wielka Brytania (BPI) | złota płyta | 100 000+ |